# Kozmest (Stolniceni-Prăjescu)
Kozmest románul: Cozmești, falu Romániában, Moldvában, Iași megyében

## Fekvése
Páskántól (Pașcani) délre, a DJ208-as út mellett, a Szeret völgyének felső teraszán fekvő település.

## Története
Kozmest, Kozmesti, Kozmesty, Cozmestium a 15. században keletkezett. Kezdetben Șendreștinek nevezték birtokosáról, Cozma Săndrovici bojárról. 1520-ban már Cozmeștiként említették. Katolikus lakossai másodlagos migrációval kerültek mai lakóhelyükre, első említésük 1821-ből ismert. Weigand szerint csángók, de már a 19. század közepén nem tudtak magyarul.  
Római katolikus templomát 1936-ban Szent Péter és Pál apostolok tiszteletére szentelték. Római katolikus lakóinak száma: 1821-ben 15 család; 1851-ben 87; 1858-ban 73; 1865-ben 25 család; 1902-ben 114; 1921-ben 40 család; 1938-ban 70 család; 1948-ban 48 család volt. 1992-ben 257 fő római katolikusnak, 1725 görögkeleti ortodoxnak, 117 egyéb vallásúnak vallotta magát

## Nevezetességek
- Római katolikus temploma - 1936-ban épült, Szent Péter és Pál apostolok tiszteletére szentelték fel.